# Кілік (міфологія)
Кілік (дав.-гр. Κίλιξ; іноді Кілікс) — персонаж давньогрецької міфології, син Агенора, ханаанського царя, і його дружини Телефасси, брат Кадма, Фенікса і Європи.
Коли Зевс викрав Європу, Агенор відправив синів на пошуки їх сестри і заборонив повертатися без неї. Після безуспішних пошуків Кілік осів серед гіпахеїв у Кілікії, що отримала свою назву від його імені. Його дітьми були Фасос і Фіва.
Згідно з іншою версією він був сином Фенікса і Кассіопеї. Став володарем Кілікії. Його переміг у поєдинку Зевс.
На честь його названий відкритий 1985 року кратер на супутнику Юпітера Європі.